# Mémorial en souvenir des 96 membres du Reichstag assassinés par les nazis

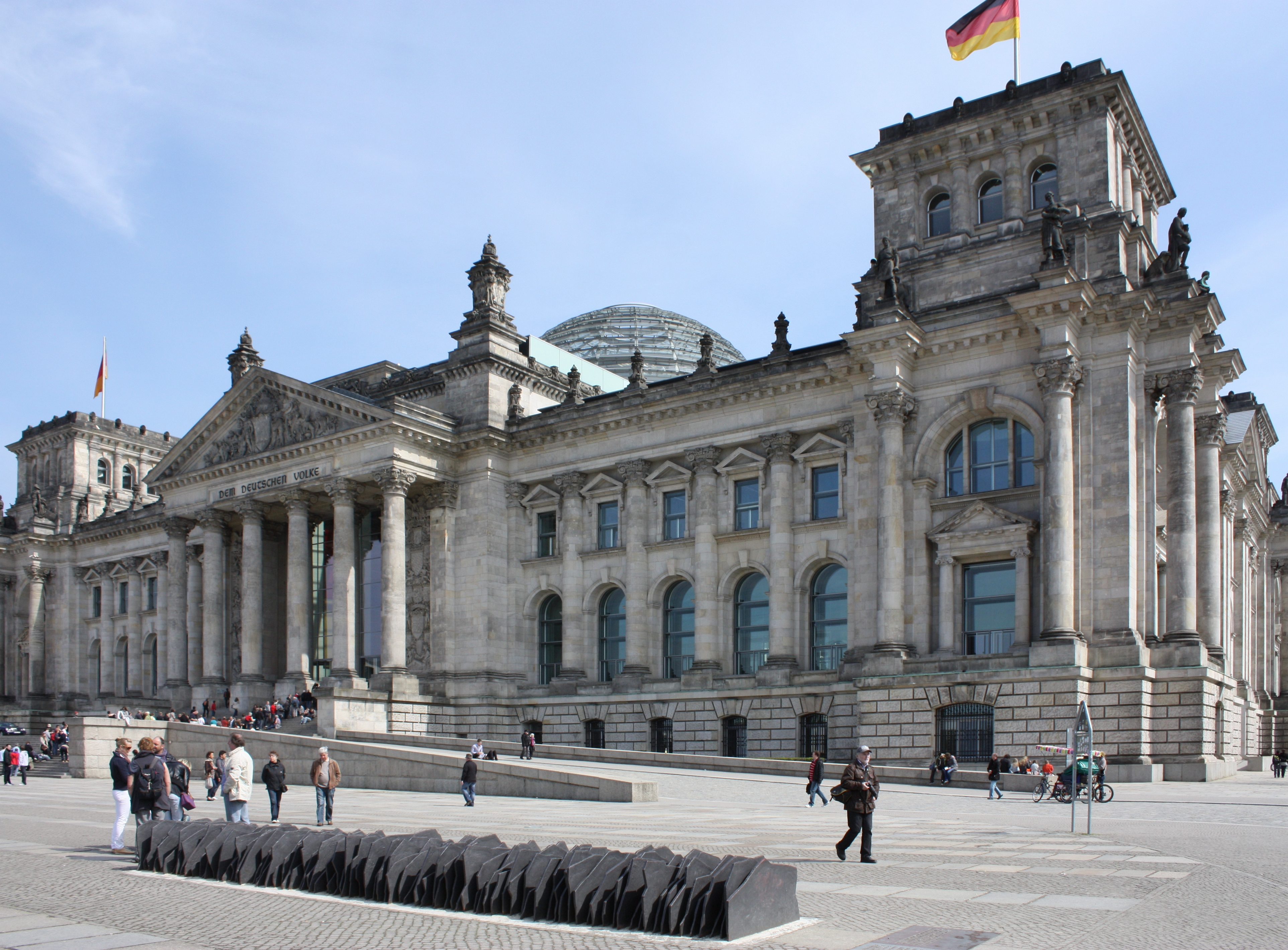
Le monument devant le bâtiment du Reichstag à Berlin (2010).

Le Mémorial en souvenir des 96 membres du Reichstag assassinés par les nazis se trouve devant le Reichstag à Berlin. Construit en 1992, à l'initiative de l'association Perspektive Berlin, il commémore une partie des députés du Reichstag de la République de Weimar qui ont été assassinés entre la prise du pouvoir par les nazis en 1933 et la fin de  la Seconde Guerre mondiale en 1945 ou qui sont morts à la suite de leur incarcération. Un mémorial officiel des députés persécutés par le régime nazi se trouve à l'intérieur du bâtiment du Reichstag. 

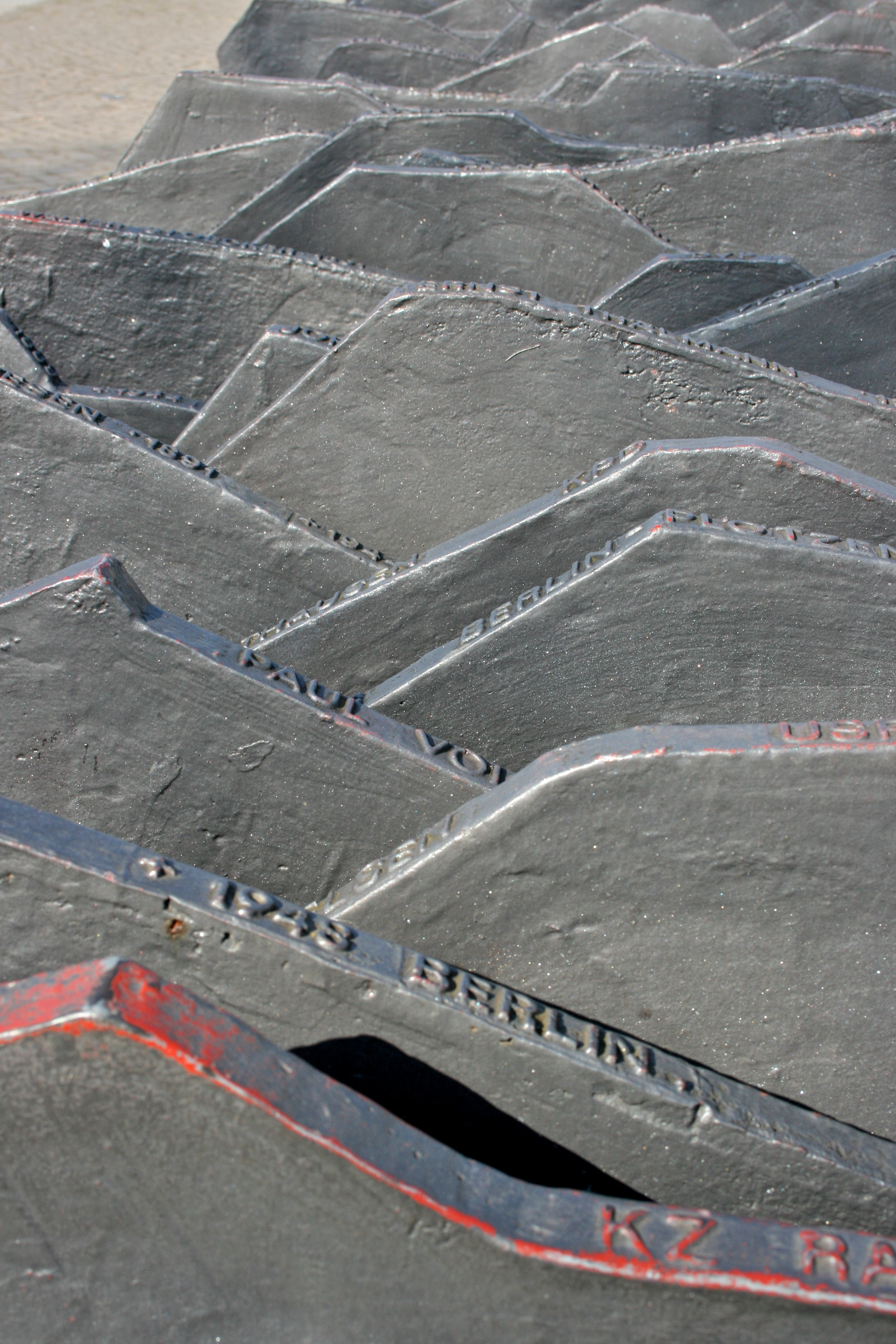
Noms et dates de naissance et de mort sur les plaques du mémorial (2009).

## Historique
À l'initiative de Hilde Schramm, députée de l'Aternative Liste für Demokratie und Umweltschutz, la Chambre des députés de Berlin a approuvé à l'unanimité le 23 mai 1985 l'apposition dans le bâtiment du Reichstag d'une plaque commémorative pour les députés avec leur « nom, profession, date de naissance et date de décès, lieux et circonstances de la mort, appartenance politique et origine politique lors de l'entrée au Reichstag ».
À l’automne 1985, les historiens Wilhelm Heinz Schröder et Rüdiger Hachtmann ont publié un inventaire préliminaire des membres du Reichstag de la République de Weimar, victimes du nazisme. Il contient de courtes biographies de 83 députés qui ont été assassinés par le régime nazi, en détention ou peu de temps après, des suites de cette incarcération. 40 étaient membres du Parti communiste (KPD) et 33 du Parti socialiste (SPD). Au printemps 1986, le Présidium du Bundestag a chargé la Commission de l'histoire du parlementarisme et des partis politiques de mener un travail de recherche sur la situation des députés du Reichstag de la République de Weimar pendant le nazisme. En 1991, a été publiée une documentation biographique sur la persécution politique, l'émigration et l'expatriation des députés du Reichstag entre 1933 et 1945. Une proposition de l'historien Wilhelm Heinz Schröder pour confectionner la plaque commémorative comme une mosaïque pouvant être complétée par de nouveaux résultats de recherche, de façon à éviter les retards dans la réalisation du monument, est restée sans suite. 
Étant donné la lenteur de la réalisation du mémorial au Reichstag, l'association Perspektive Berlin, autour de la journaliste Lea Rosh, a dévoilé  le 1er septembre 1989 une plaque temporaire près du Reichstag. La plaque commémorative, conçue comme une « provocation positive » contenait les premières données, encore controversées, sur des députés. Elle a été cofinancée par deux syndicats. 
Le 26 février 1992, la présidente du Bundestag, Rita Süssmuth, a inauguré dans le bâtiment du Reichstag, le Mémorial des députés du Reichstag de la République de Weimar persécutés. Le mémorial est composé d'une œuvre photographique grand format de Katharina Sieverding, qui symbolise l'incendie du Reichstag, et de trois livres commémoratifs. Conçus par Klaus Mettig, les livres contiennent des informations biographiques sur les 120 députés tués ou en garde à vue, ou qui ont émigré. Le mémorial est situé dans le hall du parlement. 
Le coût total du projet a été de 150 000 DM. Ont participé au financement la Confédération allemande des syndicats, le bureau du district Tiergarten et le sénateur des affaires culturelles. Le monument a été conçu par les étudiants en art de Berlin Klaus Eisenlohr, Justus Müller et Christian Zwirner sous la direction de Dieter Appelt. Il se compose de 96 plaques en fonte adjacentes avec des bords irréguliers, et une taille d'environ 120 centimètres de largeur et 60 cm de hauteur, sur lequel sont indiqués les noms, l'appartenance politique, la date de naissance et de décès. 
À la suite du projet de monument, un film documentaire a été commandé par le Bundestag allemand en 1994. Michael Kloft était le réalisateur, Dagmar Gassen a écrit le livre et Wilhelm Heinz Schröder, qui avait également travaillé sur les données du monument et sur le livre commémoratif, a pris la direction scientifique. Le film peut être vu dans l'exposition du Bundestag dans la cathédrale allemande. Il traite des nombreuses formes de persécution des parlementaires de la République de Weimar par les nazis à partir de 1933.

## Liste alphabétique des personnes inscrites sur le monument
Les 96 députés (90 hommes, 6 femmes) appartenaient aux partis suivants: 
- Parti communiste d'Allemagne (Kommunistische Partei Deutschlands) KPD 43 noms
- Parti social-démocrate d'Allemagne (Sozialdemokratische Partei Deutschlands) SPD 41 noms
- Parti du centre allemand (Deutsche Zentrumspartei) Zentrum, 4 noms
- Parti populaire bavarois (Bayerische Volkspartei) BVP, 2 noms
- Parti populaire allemand (Deutsche Volkspartei) DVP, 2 noms
- Parti paysan allemand (Deutsche Bauernpartei) DBP, 1 nom
- Parti démocrate allemand (Deutsche Demokratische Partei) DDP, 1 nom
- Parti populaire conservateur (Konservative Volkspartei) KVP, 1 nom
- Parti social-démocrate indépendant d'Allemagne (Unabhängige Sozialdemokratische Partei Deutschlands) USPD, 1 nom.

La liste suivante contient les prénoms et noms, dates de naissance et de décès et appartenances politiques comme indiqués sur les plaques. 
| Prénom et nom        | Année de naissance | Année du décès | Lieu et circonstances du décès                                                            | Appartenance politique |
| -------------------- | ------------------ | -------------- | ----------------------------------------------------------------------------------------- | ---------------------- |
| Julius Adler         | 1894               | 1945           | Bergen-Belsen                                                                             | KPD                    |
| Hans Adlhoch         | 1884               | 1945           | Munich, à la suite d'une marche de la mort                                                | BVP                    |
| Eduard Alexander     | 1881               | 1945           | Transport à Bergen-Belsen                                                                 | KPD                    |
| Julius Aßmann        | 1868               | 1939           | assassiné à Bedlno, Pologne                                                               | DVP                    |
| Elise Augustat       | 1889               | 1940           | Lägerdorf, des suites d’un internement à Ravensbrück                                      | KPD                    |
| Bernhard Bästlein    | 1894               | 1944           | Prison de Brandebourg                                                                     | KPD                    |
| Artur Becker         | 1905               | 1938           | Tué à Burgos, Espagne                                                                     | KPD                    |
| Anton Bias           | 1876               | 1945           | Dachau                                                                                    | SPD                    |
| Adolf Biedermann     | 1881               | 1933           | Trouvé mort près de Recklinghausen                                                        | SPD                    |
| Conrad Blenkle       | 1901               | 1943           | Prison de Plötzensee                                                                      | KPD                    |
| Fritz Bockius        | 1882               | 1945           | Mauthausen                                                                                | Zentrum                |
| Clara Bohm-Schuch    | 1879               | 1936           | Berlin, des suites d'un emprisonnement dans la prison pour femmes de Berlin, Barnimstraße | SPD                    |
| Eugen Bolz           | 1881               | 1945           | Prison de Plötzensee                                                                      | Zentrum                |
| Rudolf Breitscheid   | 1874               | 1944           | Buchenwald                                                                                | SPD                    |
| Lorenz Breunig       | 1882               | 1945           | Sachsenhausen                                                                             | SPD                    |
| Conrad Broßwitz      | 1881               | 1945           | Dachau                                                                                    | SPD                    |
| Otto Eggerstedt      | 1886               | 1933           | Esterwegen                                                                                | SPD                    |
| Eugen Eppstein       | 1878               | 1943           | Majdanek                                                                                  | KPD                    |
| Helene Fleischer     | 1899               | 1941           | Stadtroda, assassinée dans une clinique psychiatrique                                     | KPD                    |
| Albert Funk          | 1894               | 1933           | Commissariat de Recklinghausen                                                            | KPD                    |
| Otto Geiselhart      | 1890               | 1933           | prison du tribunal de Günzbourg                                                           | SPD                    |
| Otto Gerig           | 1885               | 1944           | Buchenwald                                                                                | Zentrum                |
| Paul Gerlach         | 1888               | 1944           | Sachsenhausen                                                                             | SPD                    |
| Ernst Grube          | 1890               | 1945           | Bergen-Belsen                                                                             | KPD                    |
| Franz Haindl         | 1879               | 1941           | Centre d'extermination nazi de Pirna-Sonnenstein                                          | DBP                    |
| Eduard Hamm          | 1879               | 1944           | Prison de Moabit                                                                          | DDP                    |
| Ernst Heilmann       | 1881               | 1940           | Buchenwald                                                                                | SPD                    |
| Rudolf Hennig        | 1895               | 1944           | Sachsenhausen                                                                             | KPD                    |
| Franz Herbert        | 1885               | 1945           | Mauthausen                                                                                | BVP                    |
| Eugen Herbst         | 1903               | 1934           | Dachau                                                                                    | KPD                    |
| Christian Heuck      | 1892               | 1934           | prison de Neumünster                                                                      | KPD                    |
| Guido Heym           | 1882               | 1945           | tué par les SS à Weimar                                                                   | KPD                    |
| Rudolf Hilferding    | 1877               | 1941           | Prison de la Santé, Paris                                                                 | SPD                    |
| Gustav Hoch          | 1862               | 1942           | Theresienstadt                                                                            | SPD                    |
| Lambert Horn         | 1899               | 1939           | Sachsenhausen                                                                             | KPD                    |
| Friedrich Husemann   | 1873               | 1935           | hôpital de Sögel après un tir des gardes du camp de concentration d'Esterwegen            | SPD                    |
| Albert Janka         | 1907               | 1933           | Reichenbach                                                                               | KPD                    |
| Heinrich Jasper      | 1875               | 1945           | Bergen-Belsen                                                                             | SPD                    |
| Friedrich Jendrosch  | 1890               | 1944           | Sachsenhausen                                                                             | KPD                    |
| Reinhold Jürgensen   | 1898               | 1934           | Fuhlsbüttel                                                                               | KPD                    |
| Eugen Kaiser         | 1879               | 1945           | Dachau                                                                                    | SPD                    |
| Albert Kayser        | 1898               | 1944           | Buchenwald                                                                                | KPD                    |
| Franziska Kessel     | 1906               | 1934           | Prison de Mayence                                                                         | KPD                    |
| Anton Krzikalla      | 1887               | 1944           | Sachsenhausen                                                                             | KPD                    |
| Franz Künstler       | 1888               | 1942           | Berlin, des suites de travaux forcés                                                      | SPD                    |
| Max Lademann         | 1896               | 1941           | Sachsenhausen                                                                             | KPD                    |
| Julius Leber         | 1891               | 1945           | Prison de Plötzensee                                                                      | SPD                    |
| Paul Lejeune-Jung    | 1882               | 1944           | Prison de Plötzensee                                                                      | ChrNA/KVP              |
| Richard Lipinski     | 1867               | 1936           | Bennewitz, après avoir été torturé en prison                                              | SPD                    |
| Karl Mache           | 1880               | 1944           | Gross-Rosen                                                                               | SPD                    |
| Max Maddalena        | 1895               | 1943           | Prison de Brandenbourg-Görden                                                             | KPD                    |
| Ludwig Marum         | 1882               | 1934           | Kislau                                                                                    | SPD                    |
| Stefan Meier         | 1889               | 1944           | Mauthausen                                                                                | SPD                    |
| August Merges        | 1870               | 1945           | Braunschweig prison de Wolfenbüttel                                                       | SPD                    |
| Franz Metz           | 1878               | 1945           | Geretsried, des suites d’un internement à Dachau                                          | SPD                    |
| Julius Moses         | 1868               | 1942           | Theresienstadt                                                                            | SPD                    |
| Arthur Nagel         | 1890               | 1945           | Bergen-Belsen                                                                             | KPD                    |
| Theodor Neubauer     | 1890               | 1945           | Prison de Brandenbourg-Görden                                                             | KPD                    |
| Franz Petrich        | 1889               | 1945           | Prison de Sonnenburg                                                                      | SPD                    |
| Andreas Portune      | 1875               | 1945           | Roslau                                                                                    | SPD                    |
| Friedrich Puchta     | 1883               | 1945           | Munich des suites d'un internement à Dachau                                               | SPD                    |
| Ernst Putz           | 1896               | 1933           | Prison préventive de Berlin-Moabit                                                        | KPD                    |
| Siegfried Rädel      | 1893               | 1943           | Prison de Plötzensee                                                                      | KPD                    |
| Paul Redlich         | 1893               | 1944           | Brandenbourg, des suites d’un internement à Sonnenburg                                    | KPD                    |
| Walter Reek          | 1878               | 1933           | Prison de Dantzig                                                                         | SPD                    |
| Ernst Reinke         | 1891               | 1943           | Flossenbürg                                                                               | KPD                    |
| Max Richter          | 1881               | 1945           | Neustädter Bucht, Transport à Neuengamme                                                  | SPD                    |
| Theodor Roeingh      | 1882               | 1945           | Sachsenhausen                                                                             | Zentrum                |
| Julius Rosemann      | 1878               | 1933           | Prison de la police de Hamm                                                               | SPD                    |
| Karl Sattler         | 1896               | 1945           | Bergen-Belsen                                                                             | KPD                    |
| John Schehr          | 1896               | 1934           | Berlin-Columbia                                                                           | KPD                    |
| Michael Schnabrich   | 1880               | 1939           | Sachsenhausen                                                                             | SPD                    |
| Ernst Schneller      | 1890               | 1944           | Sachsenhausen                                                                             | KPD                    |
| Ernst Schneppenhorst | 1881               | 1945           | Prison de Berlin Lehrterstraße                                                            | SPD                    |
| Werner Scholem       | 1895               | 1940           | Buchenwald                                                                                | KPD                    |
| Georg Schumann       | 1886               | 1945           | Prison préventive à Dresde                                                                | KPD                    |
| Walter Schütz        | 1897               | 1933           | assassiné à Königsberg par les sections d'assaut                                          | KPD                    |
| Hugo Sinzheimer      | 1875               | 1945           | Bloemendaal-Overeen, Theresienstadt                                                       | SPD                    |
| Willi Skamira        | 1897               | 1945           | Prison de Brandenburg-Görden                                                              | KPD                    |
| Fritz Soldmann       | 1878               | 1945           | Wernigerode, des suites d'un internement à Buchenwald                                     | SPD                    |
| Robert Stamm         | 1900               | 1937           | Prison de Plötzensee                                                                      | KPD                    |
| Johannes Stelling    | 1877               | 1933           | Prison du tribunal de Berlin-Köpenick                                                     | SPD                    |
| Franz Stenzer        | 1900               | 1933           | Dachau                                                                                    | KPD                    |
| Walter Stoecker      | 1891               | 1939           | Buchenwald                                                                                | USPD, KPD              |
| Georg Streiter       | 1884               | 1945           | Ravensbrück                                                                               | DVP                    |
| August Streufert     | 1887               | 1944           | Neuengamme                                                                                | SPD                    |
| Hermann Tempel       | 1889               | 1944           | Oldenbourg, des suites d'un emprisonnement à Wolfenbüttel                                 | SPD                    |
| Johanna Tesch        | 1875               | 1945           | Ravensbrück                                                                               | SPD                    |
| Ernst Thälmann       | 1886               | 1944           | Buchenwald                                                                                | KPD                    |
| Mathias Thesen       | 1891               | 1944           | Sachsenhausen                                                                             | KPD                    |
| Nikolaus Thielen     | 1901               | 1944           | Mauthausen                                                                                | KPD                    |
| Fritz Voigt          | 1882               | 1945           | Prison de Plötzensee                                                                      | SPD                    |
| Paul Voigt           | 1876               | 1944           | assassiné à Berlin                                                                        | SPD                    |
| Paul Wegmann         | 1889               | 1945           | Bergen-Belsen                                                                             | USPD                   |
| Georg Wendt          | 1889               | 1948           | Berlin, auparavant Prison de Brandebourg                                                  | SPD                    |
| Charlotte Zinke      | 1891               | 1944           | Ravensbrück                                                                               | KPD                    |

### Commentaires
La plupart des membres du Parlement énumérés sur le monument ont été assassinés au début du régime nazi (18 personnes) ou à la fin (52) : en 1933 et 1934, onze ou sept d’entre eux ont été tués, tandis qu'en 1944 et 1945, vingt voire trente-deux députés ont trouvé la mort. Vingt-trois députés ont été tués dans les années 1935-1943. Pour deux autres, l'année du décès n'est pas précisée. 
Le député Georg Wendt est décédé en 1948 à la suite des graves atteintes à sa santé que lui ont infligées les nazis. 
Quarante-sept députés sont morts dans des camps de concentration et vingt-sept dans des prisons ou des pénitenciers. Deux autres sont déclarés assassinés dans des camps de concentration lors de leur transport. Enfin, sept sont décédés des suites de leur internement dans un camp de concentration et trois des suites d'un séjour en prison. 
Pour certaines personnes dites « assassinées » sur le mémorial, on ne sait si elles ont été réellement assassinées ou si elles sont décédées des suites d'un accident ou d'un suicide. C'est le cas, par exemple, d'Adolf Biedermann, député du SPD, qui a été retrouvé mort le 11 mai 1933 près d'une voie de chemin de fer dans les environs de Recklinghausen. Le groupe de recherche animé par Martin Schumacher considérait les circonstances de sa mort comme incertaines.